# Baiba Broka
Baiba Broka (ur. 2 października 1975 w Madonie) – łotewska prawniczka i polityk, radna Rygi. W 2014 minister sprawiedliwości w rządzie Laimdoty Straujumy.

## Życiorys
W 1998 ukończyła studia na Wydziale Prawa Uniwersytetu Łotwy w Rydze, następnie uzyskała magisterium z nauk społecznych na tej samej uczelni (2001). Pracowała jako asystentka prokuratora w jednej z prokuratur rejonowych Rygi (1995–1997), następnie jako asystentka w katedrze prawa cywilnego na macierzystej uczelni (1998–1999). Była następnie wykładowczynią w tejże katedrze (2000–2013). Współpracowała także jako profesor z Concordia International University w Estonii (od 1999 do 2003). Była gościnnym wykładowcą w Tulane University Law School w Nowym Orleanie. Pracowała jako konsultantka do spraw prawa i finansów (2000–2006).
Od 2006 do 2009 sprawowała funkcję sekretarza parlamentarnego (wiceministra) w Ministerstwie Sprawiedliwości pod kierownictwem narodowców, następnie była doradczynią ministra transportu do spraw prawnych i rozwoju lotnictwa. Była także przewodniczącą rady ryskiego portu lotniczego. Od 2010 do 2013 pracowała jako doradczyni ministra sprawiedliwości w sprawach Unii Europejskiej i prawa prywatnego.
W wyborach w 2009 kandydowała na posłankę do Parlamentu Europejskiego z listy TB/LNNK. W wyborach w 2013 została wystawiona przez Zjednoczenie Narodowe „Wszystko dla Łotwy!” – TB/LNNK jako kandydatka na funkcję burmistrza Rygi. Uzyskała mandat radnej, po czym objęła funkcję przewodniczącej frakcji narodowców w radzie miejskiej. 22 stycznia 2014 została ministrem sprawiedliwości w rządzie Laimdoty Straujumy. 28 lipca 2014 podała się do dymisji z zajmowanego stanowiska, kończąc urzędowanie 6 sierpnia tegoż roku.
Powróciła do wykonywania mandatu radnej (reelekcję uzyskała w 2017). Została także m.in. dyrektorem biura rektora Uniwersytetu Łotwy.
Ma dwóch synów. Jest członkiem łotewskiego towarzystwa prawniczego (Latvijas Juristu biedrība). W 2014 została prezesem łotewskiej federacji biathlonu.